# تل مرعب

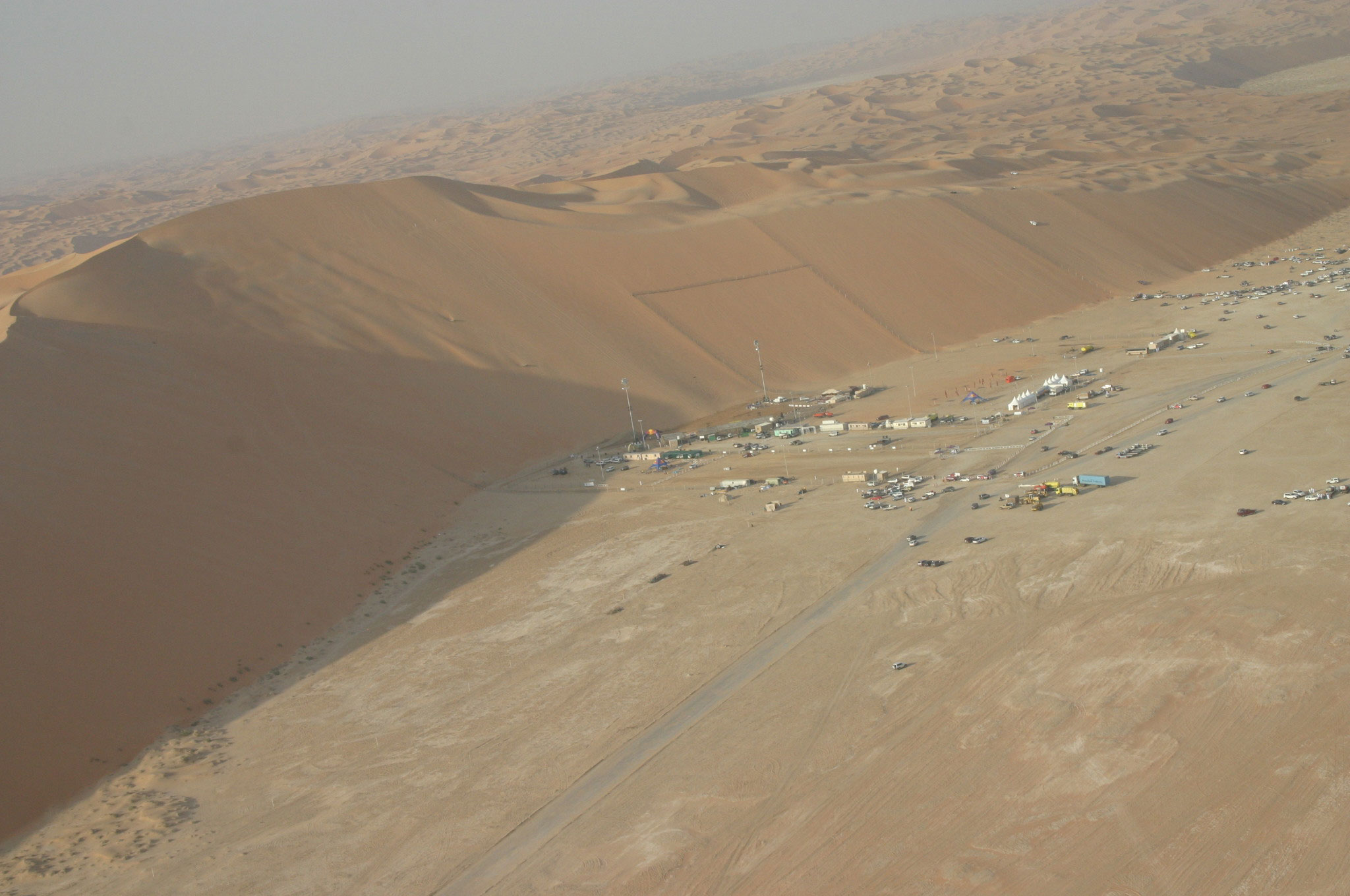
كثيب تل مرعب في ليوا

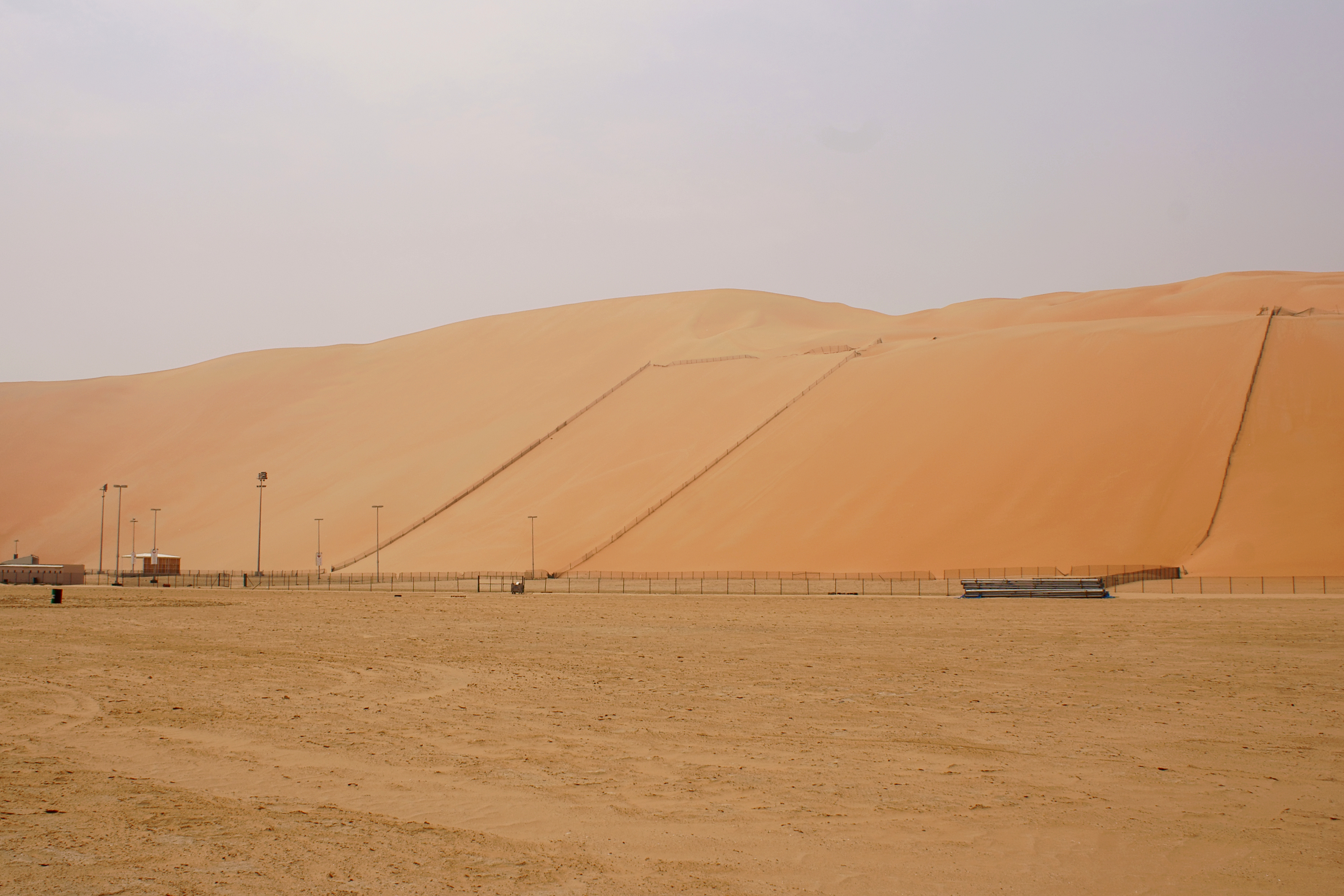

تل مرعب هو كثيب رملي كبير الحجم يقع بالقرب من واحة ليوا (الظفرة) في صحراء الربع الخالي في الإمارات العربية المتحدة. يزيد ارتفاعه عن 300 متر وتميل (منحدر الكثيب) 50 درجة، تشتهر الكثبان الرملية بمسابقات تسلّق السيارات الدفع الرباعي والدراجات النارية، حيث تقام في شهر فبراير من كل عام. تل مرعب هو أعلى الكثبان الرملية في الإمارات العربية المتحدة، وواحد من أكبر المرتفعات في العالم. تل مرعب هو واحد من أعلى التلال الرملية في العالم. يبلغ طوله 1600 متر.

## الجغرافية
يقع تل مرعب في الإمارات العربية المتحدة، على بعد 25 كم جنوب واحة ليوا. تبلغ المسافة الإجمالية من أبو ظبي إلى تل مرعب حوالي 250 كم